# László Szőke
László Szőke (Budapest, 17 de octubre de 1930 - Údine, 19 de marzo de 2014) fue un futbolista húngaro que jugaba en la demarcación de centrocampista.

## Biografía
En 1949 con el AC Fanfulla 1874 hizo su debut a los 19 años de edad. Jugó durante una temporada antes de marcharse al Junior de Barranquilla de Colombia. En 1951 fichó por el RC Paris francés. Ya en 1952 volvió a Italia para jugar en el Udinese Calcio durante las tres temporadas siguientes. Al finalizar su contrato con el club, el US Triestina Calcio se hizo con sus servicios para los cinco años siguientes, llegando a marcar 10 goles en 136 partidos jugados, y a ganar la Serie B en 1958, ascendiendo de esta forma a la máxima categoría italiana. Tras un breve paso por el Brescia Calcio volvió al US Triestina Calcio que había llegado a descender dos categorías. En 1962, año en el que se retiró como futbolista, ganó la Serie C con el club.
Falleció el 19 de marzo de 2014 en un hospital de Údine tras padecer una larga enfermedad a los 83 años de edad.

## Clubes
| Club                   | País     | Año         | Partidos | Goles |
| ---------------------- | -------- | ----------- | -------- | ----- |
| AC Fanfulla 1874       | Italia   | 1949 - 1950 | 22       | 5     |
| Junior de Barranquilla | Colombia | 1950 - 1951 | 33       | 10    |
| RC Paris               | Francia  | 1951 - 1952 | 5        | 1     |
| Udinese Calcio         | Italia   | 1952 - 1955 | 66       | 9     |
| US Triestina Calcio    | Italia   | 1955 - 1960 | 136      | 10    |
| Brescia Calcio         | Italia   | 1960 - 1961 | 27       | 0     |
| US Triestina Calcio    | Italia   | 1961 - 1962 | 27       | 2     |

## Palmarés

### Campeonatos nacionales
| Título  | Club                | País   | Año  |
| ------- | ------------------- | ------ | ---- |
| Serie B | US Triestina Calcio | Italia | 1958 |
| Serie C | US Triestina Calcio | Italia | 1962 |